# Phare de Point Au Fer
Le phare de Point Au Fer (en anglais : Point Au Fer Light), est un phare situé sur Eugene Island dans le Bassin d'Atchafalaya dans la Paroisse de Sainte-Marie en Louisiane. 
Il a remplacé le phare de Southwest Reef comme feu d’entrée de la rivière Atchafalaya. La lumière a été désactivée et remplacée par une tour à claire-voie en 1975. L'United States Coast Guard l'a ensuite offerte à la Société culturelle et historique de South Lafourche, qui en a décliné l'offre. La station a ensuite été incendiée en 1976.

## Description
Le phare d'origine est une maison-phare en bois blanc, surmontée d'une tour à lanterne.
Le phare actuel est une tour à claire-voie de 13 m qui porte aussi une marque de jour.
Son feu à éclats émet, à une hauteur focale de 16 m, un flash blanc par période de 6 secondes. Sa portée n'est pas connue. Il est équipé d'une corne de brume.
Identifiant : ARLHS : USA-613 ; USCG : 4-810 - Admiralty : J3978 .

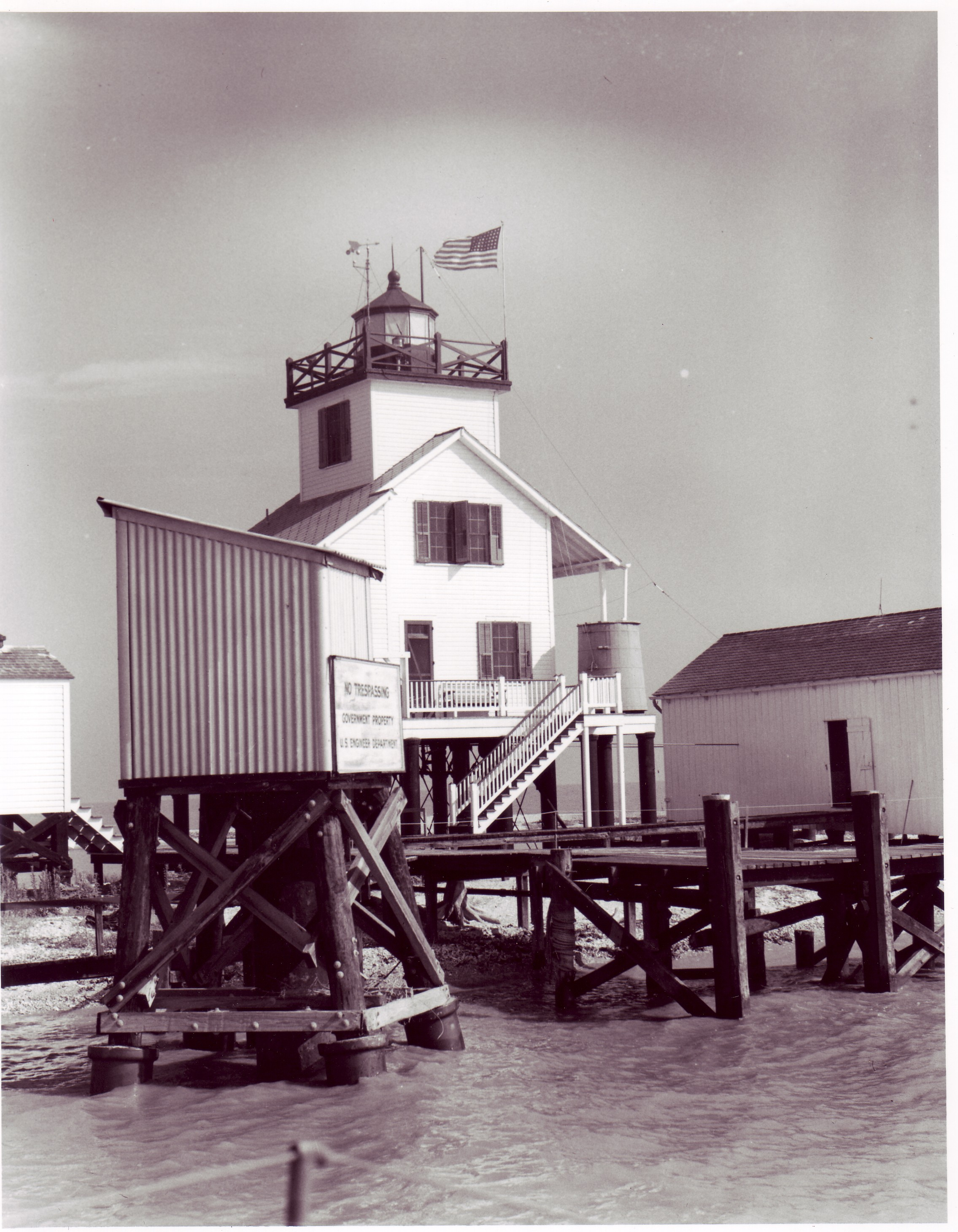
Le phare (1945)
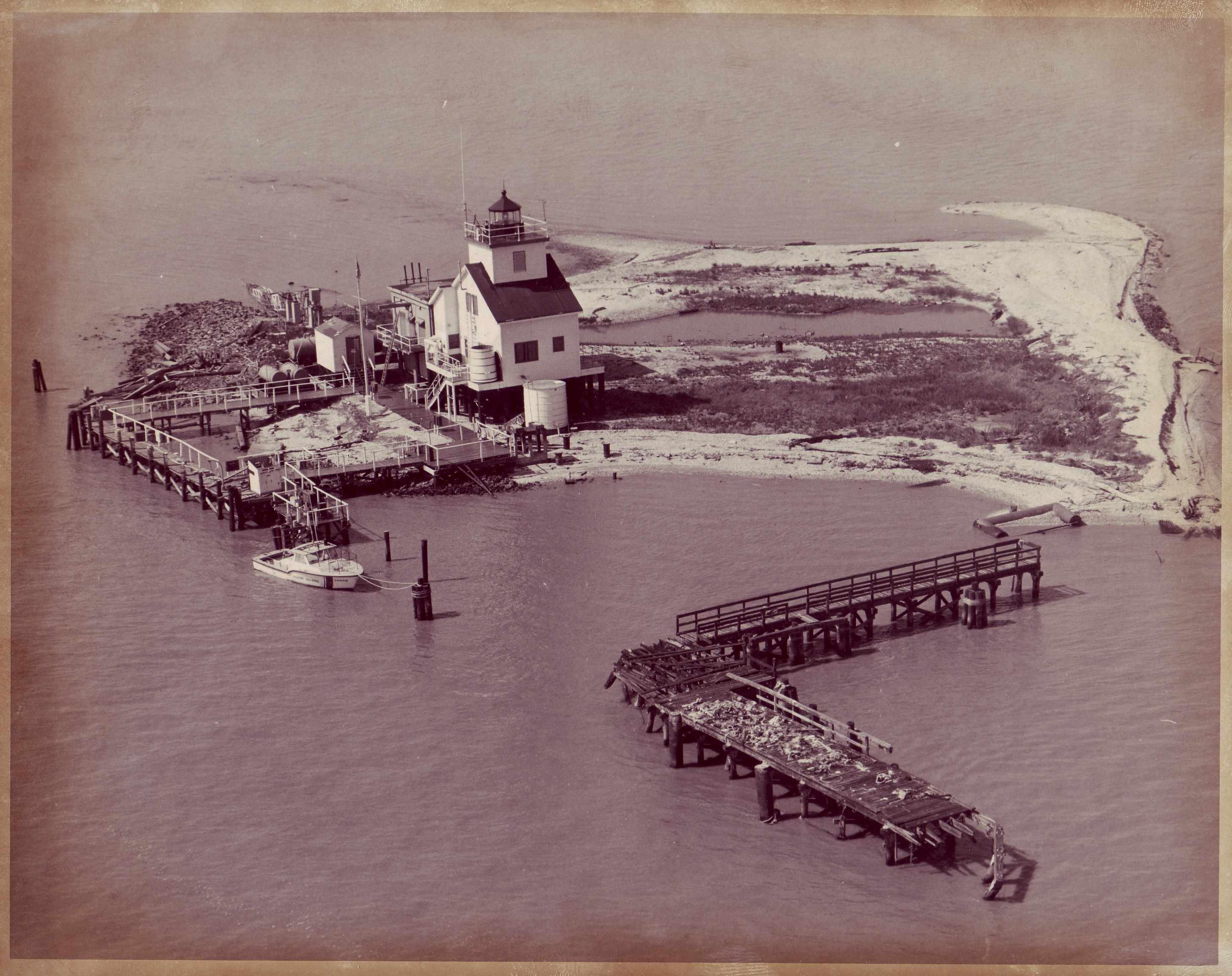
Le phare (USCG)

### Lien connexe
- Liste des phares de la Louisiane